# John Bennett Perry

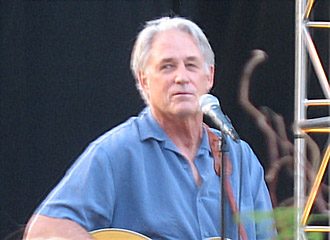
John Bennett Perry, 2008

John Bennett Perry (* 4. Januar 1941 in Williamstown, Massachusetts) ist ein US-amerikanischer Schauspieler.

## Leben und Wirken
John Bennett Perry ist der einzige Sohn des Bankdirektors Alton Lawrence Ulric Perry (1906–2003) und dessen Frau Maria Schaefer Bennett (1906–1971) und wuchs in Williamstown im US-Bundesstaat Massachusetts auf. Nach seinem High-School-Abschluss studierte er zunächst einige Zeit lang Wirtschaftswissenschaften an der St. Lawrence University.
Seine Karriere als Schauspieler begann nach einer Schauspielausbildung im Jahr 1967 am Theater, wo er in zahlreichen Theaterstücken, Musicals, Kabarett-Programmen und in Varieté-Shows auftrat. Er wirkte auch in mehreren Werbespots mit. In den 1970er- und 1980er-Jahren verkörperte er die Werbefigur eines Seemanns in zahlreichen Werbespots für den Deodoranten-Hersteller Old Spice.
Von 1972 bis 2011 wirkte Perry als Schauspieler vor der Kamera in mehr als 90 Film- und Fernsehproduktionen mit. Als Gastdarsteller wirkte er an vielen bekannten US-amerikanischen Fernsehserien mit, beispielsweise Unsere kleine Farm, Magnum, Full House und Mord ist ihr Hobby. 1984 hatte er eine der Hauptrollen in der kurzlebigen Serie Karussell der Puppen. Danach hatte er Mitte der 1980er-Jahre in der Dramaserie Falcon Crest eine feste Nebenrolle als Sheriff Floyd Gilmore. In seinen Kinofilmen wie Schlacht um Midway, Eine Frau sieht rot oder Independence Day beschränkten sich seine Auftritte auf Nebenrollen. Im Jahr 2011 zog er sich aus dem Filmgeschäft zurück.
John Bennett Perry war in erster Ehe mit Suzanne Marie Langford (* 1948) verheiratet, der zeitweiligen Pressesekretärin von Pierre Trudeau. Aus der Ehe ging ein Sohn hervor, der Schauspieler Matthew Perry (1969–2023). Beide spielten im Jahr 2004 in einer Folge der Sitcom Scrubs ebenfalls Vater und Sohn, ebenso standen sie 1997 bei dem Kinofilm Fools Rush In – Herz über Kopf und 1998 in einer Episode der Serie Friends gemeinsam vor der Kamera.
Perry ist seit 1981 in zweiter Ehe mit Deborah Boyle verheiratet, mit der er eine Tochter (* 1986) hat.

## Filmografie (Auswahl)
- 1972: Bobby Jo and the Good Time Band (Fernsehfilm)
- 1973–1974: Police Story (Fernsehserie, 5 Folgen)
- 1974: Mannix (Fernsehserie, Folge 7x18 Doppeltes Spiel)
- 1975: Kung Fu (Fernsehserie, Folge 3x17)
- 1975: Die knallharten Fünf (S.W.A.T., Fernsehserie, Folge 2x06)
- 1975: Die Küste der Ganoven (Barbary Coast, Fernsehserie, Folge 1x08)
- 1976: Eine Frau sieht rot (Lipstick)
- 1976: Schlacht um Midway (Midway)
- 1977/1983: Unsere kleine Farm (Little House on the Prairie, Fernsehserie, 2 Folgen)
- 1978–1979: Colorado Saga (Centennial, Miniserie, 2 Folgen)
- 1979–1981: 240-Robert (Fernsehserie, 16 Folgen)
- 1981: Die Legende vom einsamen Ranger (The Legend of the Lone Ranger)
- 1981: Mrs. Hines und Tochter (Only When I Laugh)
- 1982: Seven Brides for Seven Brothers (Fernsehserie, Folge 1x14)
- 1983: Lotterie (Lottery!, Fernsehserie, Folge 1x05)
- 1984: Love Boat (The Love Boat, Fernsehserie, Folge 8x05)
- 1984: Karussell der Puppen (Paper Dolls, Fernsehserie, 13 Folgen)
- 1985: Wo warst du damals, Claire? (The Other Lover, Fernsehfilm)
- 1985: Die Rückkehr der bezaubernden Jeannie (I Dream Of Jeannie 15 Years Later, Fernsehfilm)
- 1985: Magnum (Magnum, P.I., Fernsehserie, Folge 6x10)
- 1985–1986: Falcon Crest (Fernsehserie, 21 Folgen)
- 1986: Hotel (Fernsehserie, Folge 3x18)
- 1987: Schwur der Rache (Independence, Fernsehfilm)
- 1987: Full House (Rags to Riches, Fernsehserie, Folge 2x05)
- 1987/1993: Mord ist ihr Hobby (Murder, She Wrote, Fernsehserie, 2 Folgen)
- 1988: L.A. Law – Staranwälte, Tricks, Prozesse (L.A. Law, Fernsehserie, Folge 3x03)
- 1988: Hunter (Fernsehserie, 2 Folgen)
- 1989: Mörderischer Trieb (She Knows Too Much, Fernsehfilm)
- 1989: Farewell to the King
- 1991: Paarweise glücklich (Married People, Fernsehserie, Folge 1x16)
- 1992: Palm Beach-Duo (Silk Stalkings, Fernsehserie, Folge 2x11)
- 1995: Renegade – Gnadenlose Jagd (Renegade, Fernsehserie, Folge 3x13)
- 1995: Morgen wirst Du tot sein, Beth (Eye of the Stalker, Fernsehfilm)
- 1996: Independence Day
- 1996: Jahre der Zärtlichkeit – Die Geschichte geht weiter (The Evening Star)
- 1997: Fools Rush In – Herz über Kopf (Fools Rush In)
- 1997: George – Der aus dem Dschungel kam (George of the Jungle)
- 1998: Friends (Fernsehserie, Folge 4x18 Gib dem Kind einen Namen)
- 1998: JAG – Im Auftrag der Ehre (JAG, Fernsehserie, 2 Folgen)
- 1998: Ground Control
- 1998–1999: Air America (Fernsehserie, 6 Folgen)
- 1999: Veronica (Veronica’s Closet, Fernsehserie, Folge 2x11)
- 1999: Nash Bridges (Fernsehserie, Folge 4x17)
- 1999–2000: Family Law (Fernsehserie, 3 Folgen)
- 1999–2001: Irgendwie L.A. (It’s Like, You Know..., Fernsehserie, 3 Folgen)
- 2000: Diagnose: Mord (Diagnosis: Murder, Fernsehserie, Folge 7x12)
- 2001: The West Wing – Im Zentrum der Macht (The West Wing, Fernsehserie, Folge 2x22)
- 2002: Super süß und super sexy (The Sweetest Thing)
- 2002: Providence (Fernsehserie, 3 Folgen)
- 2003: Eine himmlische Familie (7th Heaven, Fernsehserie, 2 Folgen)
- 2004: Scrubs – Die Anfänger (Scrubs, Fernsehserie, Folge 4x11 Mein Einhorn)
- 2005: Veronica Mars (Fernsehserie, 2 Folgen)
- 2006: Pepper Dennis (Fernsehserie, Folge 1x04)
- 2006: The Closer (Fernsehserie, Folge 2x09 Tod im OP)
- 2007: Protecting the King
- 2009: Cold Case – Kein Opfer ist je vergessen (Cold Case, Fernsehserie, Folge 6x21)
- 2011: Bob’s New Suit
- 2011: Mr. Sunshine (Fernsehserie, Folge 1x13)